# Acanthiulus tuberculosus
Acanthiulus tuberculosus är en mångfotingart som beskrevs av Carl Oscar von Porat 1894. Acanthiulus tuberculosus ingår i släktet Acanthiulus och familjen Trigoniulidae. Inga underarter finns listade i Catalogue of Life.